# Зеленоградск
Зеленоградск (рус. Зеленоградск) је туристички град на Балтичком мору, 30 km удаљен од Калињинграда, Русија. Омиљено је одредиште Калињинграђана.
Калињинградска област, у којој се овај град налази, је била део Источне Пруске. Немачки назив за овај град је Cranz. Име је дошло из балтичких језика, од речи Krantes, што у преводу значи „обала“.

## Становништво
Према прелиминарним подацима са пописа, у граду је 2010. живело 13.026 становника.
| 1939. | 1959. | 1970. | 1979. | 1989.  | 2002.  | 2010.  |
| ----- | ----- | ----- | ----- | ------ | ------ | ------ |
| 5.089 | 6.866 | 9.172 | 9.781 | 10.786 | 12.509 | 13.026 |

## Партнерски градови
- Брањево
- Лева
- Боргхолм